# Banca Popolare del Lazio
La Banca Popolare del Lazio è una Società cooperativa per azioni avente sede in Velletri.
In data 1º gennaio 2021, dopo aver acquisito una partecipazione di controllo nel Capitale Sociale (pari al 99,55%) di Banca Sviluppo Tuscia (nuova denominazione: “Blu Banca”), esercita l’attività di direzione e coordinamento del Gruppo Banca Popolare del Lazio composto attualmente da 8 filiali BPLazio operanti nell'area di Velletri e da 53 filiali Blu Banca operanti sul territorio laziale.

## Storia

### 1904
L’iniziativa ha origine nell’ambito del Ricreatorio cattolico “Silvio Pellico” di Velletri e si denomina “Cassa Agricola Operaia”. La neo-costituita ha un rapido sviluppo e beneficia anche del sostegno di lire 1.000 da parte del Santo Padre. Il gesto munifico del Papa induce gli Amministratori della Cassa denominarla “Pio X” in segno di riconoscenza. Viene cambiata la denominazione in “Banca Cooperativa Pio X”. 

### 1937
Viene cambiata la denominazione in “Banca Cooperativa Pio X”. La Banca diviene partecipante della categoria delle “Popolari”.

### 1943
Il 22 gennaio la sede della Banca viene distrutta nel bombardamento di Velletri. Le sostanze finanziarie vengono trasferite a Roma per continuare l’attività.

### 1950
Passato il periodo bellico la Banca torna a Velletri e assorbe alcune Casse Rurali dei paesi vicini. Viene avviato un processo di crescita territoriale sfruttando la ricostruzione del dopoguerra.

### 1977
Lo Banca inizia un nuovo modello organizzativo e gestionale ancora improntato a schemi primordiali. Nel mese di dicembre del 1977 cambiano i vertici della Banca: viene nominato Direttore Generale il dott. Prof. Renato Mastrostefano, al quale viene affidato il compito di realizzare un’attività direzionale più consona ad un importante processo di sviluppo aziendale. L’evoluzione si manifesta in ogni settore della gestione, da quello strategico a quello organizzativo e tecnologico; in quello della contabilità, del credito e nella politica del personale. Il processo di sviluppo innescato è tale che il dott. prof. Renato Mastrostefano riceve espliciti riconoscimenti anche nell’ambito del sistema delle Banche Popolari; egli viene cooptato in molte importanti istituzioni bancarie della categoria, in ruoli di prestigio e di valore.

### 1984
Viene inaugurata la nuova Sede legale e Direzione Generale di Via Martiri delle Fosse Ardeatine, attuale Sede della Banca.

### 1987
Viene inaugurata la filiale di Pavona. Scelta strategica per l’inserimento in un contesto economico diverso da quelli nei quali la banca ha operato in precedenza.

### 1989
Viene trasferita la filiale di Cori nel comune di Ciampino.

### 1990
Viene aperta l’agenzia 1 di Roma in Località Borghesiana; scelta importante per l’operosità della zona servita.

### 1991
Viene aperta l’agenzia di Latina sempre all’insegna della penetrazione di nuovi mercati.

### 1992
Vengono aperte due filiali, Santa Maria delle Mole e Santa Palomba di Pomezia, che rappresentarono un completamento efficace in un contesto economico evoluto e di supporto all’area di Roma.

### 1993
Viene aperta la filiale di San Cesareo, lungo la Via Casilina. La Banca sostituisce nella sua denominazione la parola “Cooperativa” con “Popolare” per una più evidente riconoscibilità nei luoghi d’insediamento operativo. Prende vita la Banca Popolare Pio X.

### 1994
Viene fatta una fusione tra la Banca Popolare “Pio X” e la Banca Popolare di Terracina. Nasce la Banca Popolare del Lazio. Si pone così l’obiettivo di implementare la rete operativa nell’intera regione, così come venne anche evidenziato dalla nuova denominazione assunta.

### 1995
La neonata Banca Popolare del Lazio potenzia ulteriormente la rete operativa con due città dei Castelli Romani che per tradizione storica ed importanza economica si collocano ai primi posti della regione: Albano Laziale e Frascati.

### 1996
L’anno segna l’apertura di tre filiali: l’agenzia 3 di Roma nel mese di giugno, Tivoli nel successivo mese di luglio ed infine Cecchina a dicembre.

### 1997
Viene inaugurata la seconda agenzia a Terracina e, a giugno apre lo sportello di Carchitti, frazione della vicina Palestrina. Sul finire dell’anno 1997, dopo circa un ventennio, il dott. Prof. Renato Mastrostefano cessa il suo incarico di Direttore Generale. In segno di profonda stima e di apprezzamento delle notevoli e riconosciute capacità di guida ed indirizzo, la Banca gli conferisce l’incarico di Consigliere Delegato. Al suo posto viene nominato Direttore Generale il Rag. Luciano Fagiolo che, già nella veste di Vice Direttore Generale dal 1992, aveva collaborato efficacemente nel promuovere ed amministrare le attività della Banca.

### 2000
Viene aperta la quarta agenzia in Roma.

### 2001
Sempre su Roma vengono aperte altre due agenzie la cinque e la sei.

### 2002
Viene aperta la filiale di Aprilia e la Settima agenzia su Roma.

### 2003
Vengono trasferite due filiali, quella nel complesso industriale di Santa Palomba e quella all’interno del Presidio Ospedaliero di Velletri, trasferita nel moderno Centro Culturale Amministrativo della città.

### 2004
Si celebra il Centenario della nascita della Banca (1904 - 2004) e viene inaugurata la prima filiale ad Anagni nel Frusinate.

### 2005
Viene aperta la filiale a Frosinone e l’ottava agenzia di Roma.

### 2006
Viene inaugurata l’agenzia 9 di Roma in Via Po con il nuovo servizio di Private Banking, La tappa successiva è Monterotondo, lungo la direttrice nord del progetto di sviluppo dimensionale. Nel mese di giugno ha vita un nuovo presidio nella provincia di Frosinone e precisamente a Sora.

### 2007
Inizia una ulteriore fase espansiva programmata lungo un arco di tre anni; l’Organo di Vigilanza autorizza infatti un Piano di Sviluppo Territoriale di durata biennale agganciato al Piano Strategico 2007 – 2009 che prevede l’apertura di ulteriori sei sportelli nella regione. Inizia l’anno con l’apertura a Fiumicino, all’interno del noto “Parco Leonardo”. Ad aprile si inaugura la filiale di Pomezia ed a novembre quella di Fiano Romano.

### 2008
Viene inaugurata la filiale di Fondi, la più lontana lungo la direttrice sud della regione e viene inaugurato il quarto punto nella provincia di Frosinone con l’apertura della filiale di Cassino.

### 2009
Apertura della filiale di Colleferro, dell’agenzia 10 di Roma ad Ostia e dell’agenzia 11 di Roma, in località “La Romanina”. 
L’anno chiude realizzando così totalmente il Piano di Sviluppo Territoriale iniziato nel 2007.
Nel mese di marzo la Banca si aggiudica il premio "Creatori di Valore" nell'ambito del Milano Finanza Global Awards 2009” alle banche che nelle rispettive regioni di appartenenza hanno realizzato le migliori performance patrimoniali e di efficienza. Nel mese di aprile l’Assemblea dei Soci approva il nuovo Statuto della Banca che recepisce le modifiche richieste dall’Autorità di Vigilanza in tema di governance e, nel mese di giugno, il Consiglio di Amministrazione approva il Progetto di Governo Societario che disciplina il funzionamento della struttura di governance prevista dal nuovo Statuto. In questa circostanza, il dott. Prof. Renato Mastrostefano, già Direttore Generale e Amministratore Delegato, diviene Presidente della Banca. Il ruolo, per specifica disposizione statutaria, comporta un maggior impegno rispetto al passato e un contenuto molto più pregnante nel sistema di governo dell’azienda e determinante nel mantenimento dei delicati equilibri tra funzioni aziendali.

### 2010
Cambiamento dei vertici aziendali: il Direttore Generale, rag. Luciano Fagiolo ed il Vice Direttore Generale Affari, dott. Giuseppe Macale, che per molti anni hanno dato il loro importante contributo alla Banca, si sono posti in quiescenza per raggiunti limiti di età. In loro sostituzione, il Consiglio nomina rispettivamente il rag. Massimo Lucidi e il dott. Giuseppe Colagrosso. Il neo Direttore Generale apporta il suo ricco curriculum professionale esperito in altre importanti realtà bancarie nazionali, mentre il Vice Direttore Generale Affari ha maturato la sua esperienza all’interno della Banca, con ruoli significativi nel settore commerciale. Ad essi si affianca il Vice Direttore Generale Risorse, Dott. Ferruccio Lucchini in carica già dall’anno 2007, completando così la Direzione Generale.
Con riferimento al Piano di Sviluppo Territoriale 2010 – 2011, viene inaugurata una nuova filiale nella città di Viterbo, la prima nella provincia.

### 2011
Vengono inaugurate altre due filiali, agenzia 12 di Roma e Villanova a Guidonia.

### 2012
Viene aperta la seconda filiale nella provincia di Viterbo, a Civita Castellana, e la filiale di Grottaferrata, comune dei Castelli romani,  la cui apertura completa l’attuazione del Piano di Sviluppo Territoriale 2010 – 2011. 
L’assemblea dei Soci del 22 aprile 2012 rinnova il mandato al Consiglio di Amministrazione ed al Collegio Sindacale per altri tre anni, fino al 2015.

### 2013
Viene approvato il nuovo Piano Strategico 2013 – 2015 in cui la banca esplicita e definisce le strategie di sviluppo e di riorganizzazione. Nel mese di maggio la Banca si aggiudica per la seconda volta il premio “Creatori di Valore” conferito, nell’ambito del “Milano Finanza Global Awards 2013” alle banche che nelle rispettive regioni di appartenenza hanno realizzato le migliori performance patrimoniali e di efficienza. 
Il Premio Milano Finanza Global Awards è un riconoscimento che va alle aziende ed ai personaggi del mondo bancario e finanziario che più si sono distinti nell’anno. La cerimonia, che ha visto riunito il Gotha del mondo bancario e finanziario italiano, a partire dai vincitori dei premi, rappresenta un appuntamento annuale per i managers degli istituti di credito italiani e di quelli internazionali operanti in Italia. Il premio è stato ritirato dal Presidente Renato Mastrostefano e dal Direttore Generale Massimo Lucidi.

### 2014
La Banca festeggia 110 anni di vita e 20 anni di Popolare del Lazio, suggellando nella storia la metamorfosi di una piccola cooperativa che diventa la più grande Popolare a livello regionale. A novembre, la Banca e il Consiglio dell'Area Didattica di Economia, sede di Latina, della Sapienza Università di Roma sottoscrivono una Convenzione, finalizzata alla concessione di agevolazioni agli studenti e di finanziamenti per l'accesso al mondo del lavoro. 
Continua l’espansione nell’interland romano con l’apertura di altre due filiali, l’Agenzia 13 in Via Venti Settembre e l’Agenzia 14 in zona nord, Via Mattia Battistini.

### 2015
Nel gennaio 2015 viene approvato il Decreto Legge 3/2015, successivamente convertito in legge 33/2015 che obbliga le banche popolari con un attivo di bilancio superiore ad 8 miliardi di euro, alla trasformazione in società per azioni, con conseguente cambiamento del loro regime giuridico. Per effetto di tale decreto, la Banca Popolare del Lazio, viene ad essere ricompresa tra le prime dieci banche popolari, a livello nazionale, che conservano lo status di banche popolari, e la sua collocazione tra le 19 Banche Popolari indipendenti, sempre in ambito nazionale, differenziandosi da quelle appartenenti a gruppi e da quelle che, con l’iniziativa legislativa, sono state obbligate a trasformarsi in società per azioni. Infine, nell’anno 2015, secondo quanto pubblicato dall’“Atlante delle Banche Leader”, a cura di MFinanza, che analizza i principali valori e indicatori dei bilanci bancari, la Banca Popolare del Lazio si colloca in 2ª posizione tra le banche regionali.

### 2016
Prosegue l’espansione territoriale della banca nell’hinterland romano con l’apertura della filiale di Guidonia Montecelio.

### 2020 - 2021
Banca Popolare del Lazio diventa Gruppo Bancario. Dopo aver acquisito una partecipazione di controllo nel capitale sociale (pari al 92,5%) di Banca di Sviluppo Tuscia (nuova denominazione: “Blu Banca”) nel corso del 2020 ha avviato le attività e le analisi funzionali al conferimento nella Controllata di un proprio ramo d’azienda. L’operazione si è realizzata in data 1º gennaio 2021, ed ha comportato per la Capogruppo Banca Popolare del Lazio l’ulteriore incremento della partecipazione di controllo nel capitale della Controllata ad una quota pari al 99,55%. 
Il Conferimento si inserisce in un più ampio progetto di riconfigurazione del Gruppo con forte valenza industriale, finalizzato da un lato alla creazione di un polo bancario “cooperativo”, salvaguardando il legame col territorio, e dall’altro una banca innovativa e aperta al mercato (la Controllata Blu Banca) che si identifica come l’anima “commerciale” del Gruppo. 
Il nuovo soggetto bancario è in grado di offrire servizi ad alto valore aggiunto ed elevato livello di digitalizzazione, con la finalità di attrarre investitori e creare il percorso ideale per una progressiva apertura al mercato nel medio periodo attraverso l’ingresso di ulteriori soggetti bancari e finanziari nel capitale. Il conferimento a favore di Blu Banca di un ramo d’azienda, si è realizzato attraverso la cessione di un nucleo di 51 filiali operanti nelle aree di Frascati, Latina, Roma e Velletri, delle relative masse e del personale dipendente. In particolare: 
- n. 14 filiali operanti nell’area di Frascati;
- n. 14 filiali operanti nell’area di Latina;
- n. 17 filiali operanti nell’area di Roma;
- n. 6 filiali operanti nell’area di Velletri.

Banca Popolare del Lazio rimane titolare degli asset relativi a 9 filiali operanti nell’area di Velletri.

## Principali dati societari Banca Popolare del Lazio
- Patrimonio Netto: 270.925.068 € (escluso risultato economico)
- Tier 1 capital ratio: 39,26%
- Utile Netto: 7.416.764 €
- Numero di Soci: 5.674
- Numero di Azioni: 7.075.180